# Macrostylis wolffi
Macrostylis wolffi is een pissebed uit de familie Macrostylidae. De wetenschappelijke naam van de soort is voor het eerst geldig gepubliceerd in 1988 door Mezhov.